# Flughafen Heringsdorf
Flughafen Heringsdorf (IATA: HDF, ICAO: EDAH), er en regional lufthavn på øen Usedom nær byen Garz, Landkreis Ostvorpommern, i delstaten Mecklenburg-Vorpommern, Tyskland.